# Fanchang-Brennofen
Fanchang-Brennofen (chinesisch 繁昌窑, Pinyin Fánchāng yáo, englisch Fanchang Kiln) ist die Fachbezeichnung für im Kreis Fanchang der chinesischen Provinz Anhui entdeckte song-zeitliche Porzellanbrennöfen. In den 50er Jahren wurden dort in Kejiachong (柯家冲) verschiedene Brennöfen entdeckt, an denen bläulich/grünlich-weißes Porzellan („Qingbai-Porzellan“) gebrannt wurde, in den 70er Jahren weitere. 2002  wurden dort neue Ausgrabungen durchgeführt. In verschiedenen song-zeitlichen Gräbern in Anhui wurden Grabbeigaben aus diesem Porzellan entdeckt.
Nach neueren Forschungen könnte es sich bei den Fanchang-Brennöfen um den in alten Büchern erwähnten Xuanzhou-Brennofen handeln.
Die Stätten der Fanchang-Brennöfen stehen seit 2001 auf der Liste der Denkmäler der Volksrepublik China (5-50).